# Чиклана-де-ла-Фронтера
Чиклана-де-ла-Фронтера (ісп. Chiclana de la Frontera) — муніципалітет в Іспанії, у складі автономної спільноти Андалусія, у провінції Кадіс. Населення — 78 591 особа (2010).
Муніципалітет розташований на відстані близько 490 км на південний захід від Мадрида, 18 км на південний схід від Кадіса.
На території муніципалітету розташовані такі населені пункти: (дані про населення за 2010 рік)
- Чиклана-де-ла-Фронтера: 75326 осіб
- Санкті-Петрі - Ла-Барроса: 3265 осіб

## Демографія
Динаміка населення (INE ):

## Галерея зображень

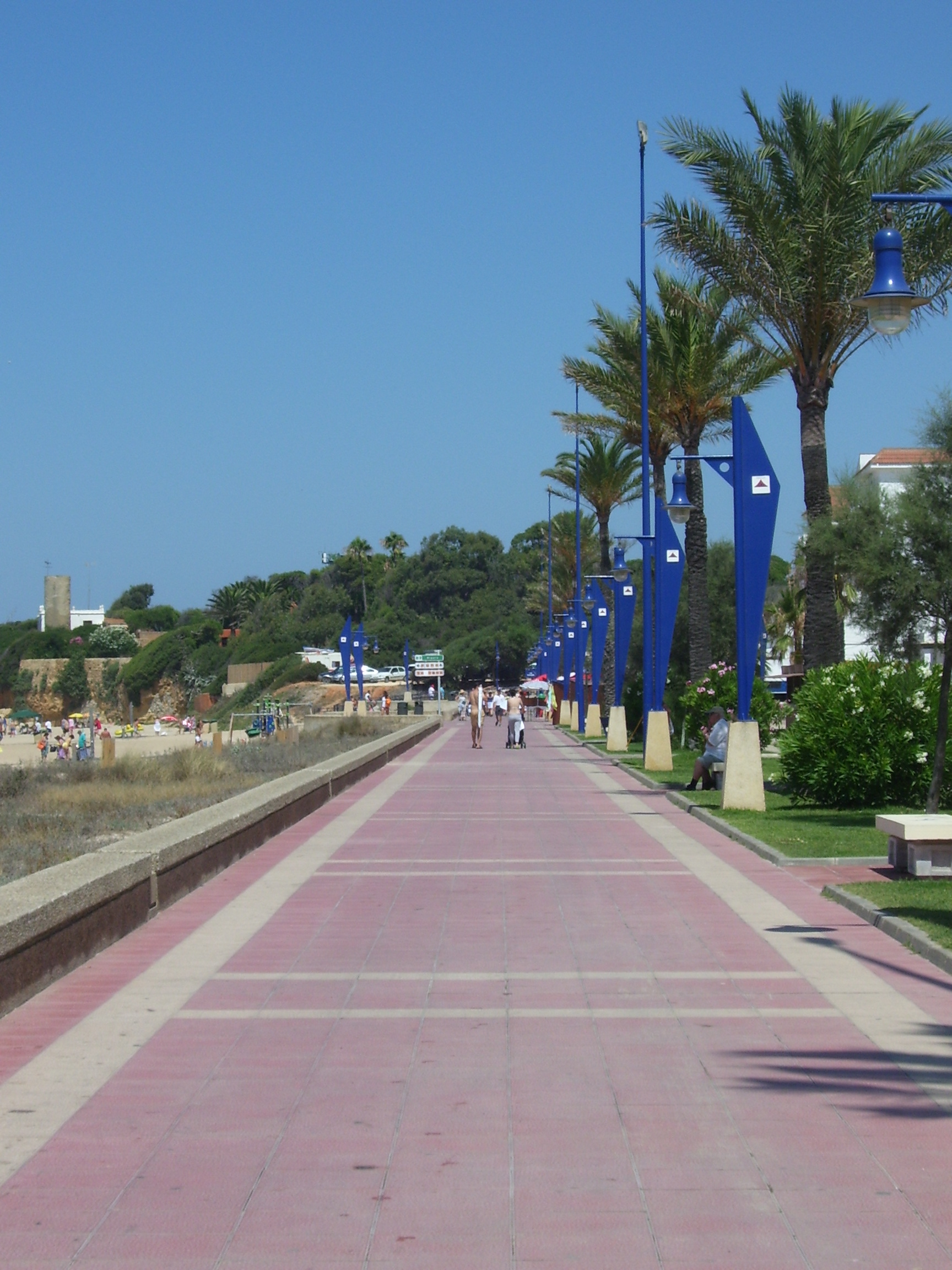
Пляж Ла-Барроса
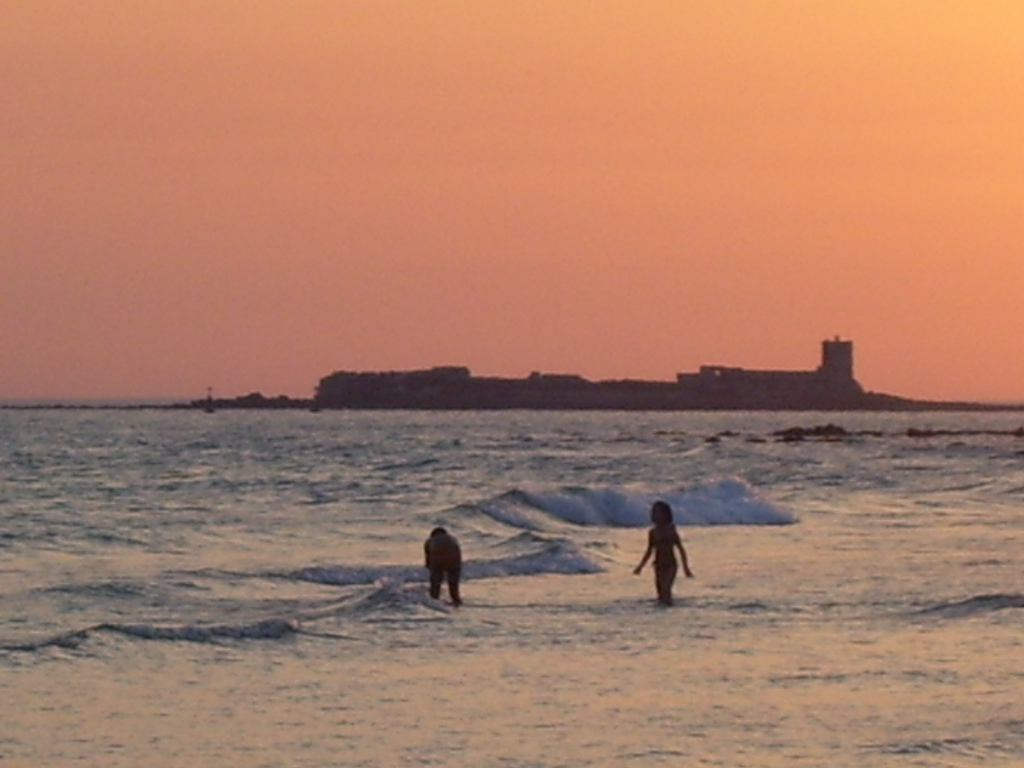
Castillo de Sancti Petri.
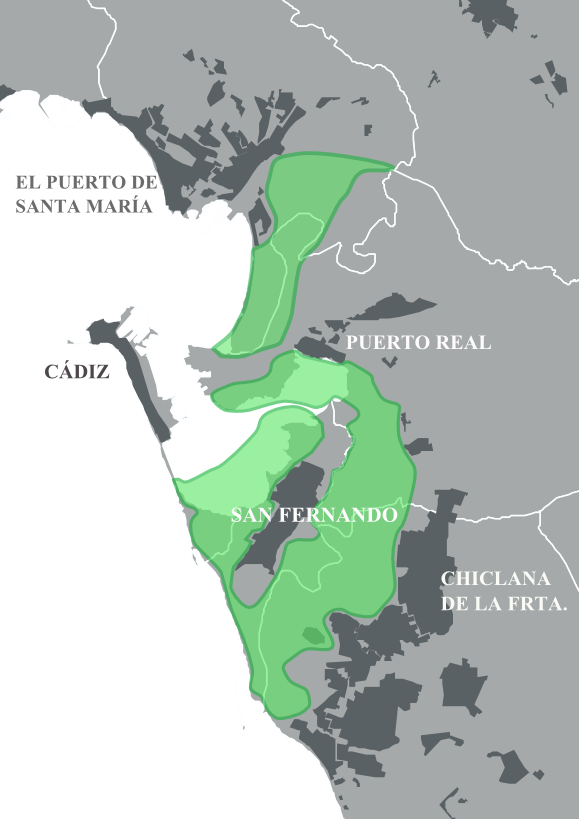
Карта природного парку Ла-Баїя-де-Кадіс, розташованого в муніципалітетах Кадіс, Сан-Фернандо, Пуерто-Реаль, Чиклана-де-ла-Фронтера і Ель-Пуерто-де-Санта-Марія